# UEFI
Unified Extensible Firmware Interface (UEFI) er en alliance mellem flere ledende teknologiproducenter inklusive Intel, AMD, Microsoft, IBM, Dell, HP, American Megatrends, Phoenix Technologies og Insyde Software. Denne non-profit organisation har ansvaret for at udvikle og promovere EFI specifikationen. EFI er en grænseflade som i begyndelsen var udviklet af Intel med intentionen at afløse den aldrende PC BIOS.